# Une hache pour la lune de miel
Pour plus de détails, voir Fiche technique et Distribution.
Une hache pour la lune de miel (Il rosso segno della follia) est un giallo italo-espagnol réalisé par Mario Bava et sorti en 1970. L'histoire suit John Harrington, un fou armé d'une feuille de boucher qui assassine de jeunes mariées dans le but de se souvenir d'un traumatisme d'enfance.
Le film suit John Harrington qui est le directeur d'une maison de couture spécialisée dans les robes de mariée. Mais il est schizophrène, hanté par le spectre de sa mère castratrice morte durant sa nuit de noces, et ses pulsions meurtrières le poussent à tuer les jeunes mariées avec un hachoir. Marié à une femme qu'il exècre, Mildred, il tombe amoureux d'un nouveau mannequin, Helen, fraîchement arrivé dans son entreprise matrimoniale. Alors qu'il continue à assassiner, la police se rapproche doucement de lui. 
La production du film a été perturbée, avec des tensions entre les acteurs et l'équipe, des difficultés de tournage en extérieurs, et une interruption importante du tournage lorsque le budget a été épuisé. Le film n'est sorti qu'un an après son achèvement et a été largement ignoré par les critiques et le public, restant l'un des films les plus obscurs de Bava, même après que sa filmographie a bénéficié d'un regain de popularité. A contrario, des critiques comme Tim Lucas ont estimé, plusieurs années après la mort du réalisateur, qu'il s'agissait d'une de ses œuvres les plus ambitieuses, personnelles et imprévisibles, et que le personnage interprété par Laura Betti ajoutait une touche d'humour noir bienvenu.

## Synopsis
John Harrington est un bel homme de 30 ans qui se sent obligé d'assassiner de jeunes mariées pour se souvenir des détails d'un traumatisme d'enfance. John vit dans une spacieuse villa en région parisienne, où il gère une maison de couture de mariée appartenant à sa mère décédée et soutenue financièrement par sa femme Mildred. Mildred et lui sont mal assortis, mais elle refuse de prendre en considération ses demandes de divorce. Chaque fois qu'il apprend qu'une des mannequins travaillant à l'usine va se marier, il la tue avec un hachoir à viande alors qu'elle porte sa robe de mariée, brûle le corps dans le four de sa serre et utilise les cendres comme engrais. Chaque meurtre lui donne une image un peu plus claire de son souvenir traumatique. L'inspecteur Russell passe fréquemment interroger John sur les six mannequins qui ont disparu de son salon du mariage, mais faute de preuves tangibles, il ne peut l'arrêter.
Dans son bureau, John rencontre Helen Wood, venue postuler pour le poste vacant d'un des mannequins mystérieusement disparus. Impressionné par son esprit et sa beauté, John l'engage. Au cours des jours suivants, John tombe amoureux d'Helen. Après avoir déposé Mildred à l'aéroport pour une semaine de vacances, il emmène Helen dîner. À son retour, il trouve Mildred chez elle ; elle lui révèle que les vacances étaient une ruse et qu'elle a pris le prochain vol de retour dans l'espoir de le surprendre en flagrant délit d'infidélité. Se sentant piégé par la présence constante de Mildred, il revêt une robe de mariée et la tue à coups de hachoir. Il l'enterre dans le jardin de la serre.
Tous les interlocuteurs de John voient Mildred, bien vivante, mais John ne peut ni la voir ni l'entendre. Il brûle les restes de Mildred dans le four et garde les cendres dans un sac à main, mais elle continue de le hanter jusqu'à ce qu'il disperse les cendres sur une rivière et se débarrasse du sac à main. Lorsque John tente d'assassiner une autre femme, il est contrecarré par l'inspecteur Russell. Ses pulsions ainsi frustrées, lorsqu'il rentre chez lui et trouve Helen qui l'attend, il ne peut réprimer le désir de l'assassiner en guise de substitut. Il emmène Helen dans la même pièce cachée où il a assassiné la plupart des mannequins. Après l'avoir convaincue de revêtir une robe de mariée, il lui dit qu'il n'a jamais voulu lui faire de mal, mais qu'il veut « mettre cette dernière pièce en place ». Il frappe Helen avec le couperet. Elle bloque le coup, mais le choc initial rétablit enfin la mémoire de John : jeune garçon, bouleversé par le remariage de sa mère, il l'a tuée, ainsi que son beau-père, à l'aide d'un hachoir.
Helen laisse entrer l'inspecteur Russell et une équipe de policiers dans la pièce ; Russell l'avait convaincue de participer à cette opération d'infiltration avant que John ne l'engage. John est embarqué dans un fourgon de police, escorté par deux policiers. L'un d'eux dépose le sac à main contenant les cendres de Mildred à côté de John. Mildred apparaît, cette fois uniquement à John. Elle lui dit qu'ils seront ensemble pour toujours, « d'abord dans l'asile d'aliénés, puis en enfer pour l'éternité ». John devient fou de terreur.

## Fiche technique
- Titre français : Une hache pour la lune de miel ou La Baie sanglante 2 ou Meurtres à la hache[2]
- Titre original italien : Il rosso segno della follia (litt. « le signe rouge de la folie ») ou Un'accetta per la luna di miele[3]
- Titre espagnol : Un hacha para la luna de miel[4]
- Réalisation : Mario Bava, assisté de Lamberto Bava
- Scénario : Mario Bava et Santiago Moncada
- Photographie : Mario Bava
- Montage : Soledad López
- Musique : Sante Maria Romitelli (it)
- Décors : Jesus Maria Herrero et Giulia Mafai (it)
- Costumes : Nadia Fabriani
- Production : Manuel Caño
- Sociétés de production : Pan Latina Films, Mercury Films, Películas Ibarra y Cía S.A
- Pays de production :  Italie,  Espagne
- Langues de tournage : espagnol, italien
- Format : Couleurs - 1,66:1 - Mono - 35 mm
- Genre : Giallo, Thriller psychologique
- Durée : 85 minutes
- Dates de sortie : 
  - Italie : 2 juin 1970
  - Espagne : 14 septembre 1970
  - France : 19 juin 1974
- Interdit aux moins de 12 ans

## Distribution
- Stephen Forsyth : John Harrington
- Dagmar Lassander : Helen Wood
- Laura Betti : Mildred Harrington
- Jesús Puente : l'inspecteur Russell
- Femi Benussi : Alice Norton
- Antonia Mas : Louise
- Luciano Pigozzi : Vences

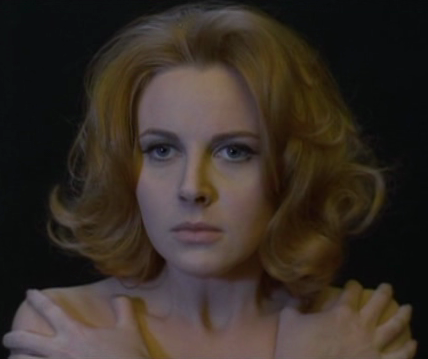
Dagmar Lassander interprète Helen Wood.

- Gérard Tichy : le docteur Kalleway
- Verónica Llimera : Betsy
- Pasquale Fortunato : le serveur du club
- José Ignacio Abadal (de) : Kane
- Silvia Lienas : Vicky
- Montserrat Riva : la jeune mariée du train

## Production
Une hache pour la lune de miel a été initié par le producteur espagnol Manuel Caño, qui a intéressé le réalisateur Mario Bava au scénario de Santiago Moncada intitulé Un hacha para la luna de miel. Pendant la préproduction, Laura Betti (qui venait de remporter la prestigieuse Coupe Volpi de la meilleure interprétation féminine à la Mostra de Venise 1968 pour Théorème de Pier Paolo Pasolini) a téléphoné à Bava et lui a demandé un rôle dans son prochain film. Betti explique :

« En Italie, on m'a toujours considérée comme une actrice intellectuelle. Bava, à mon avis, était un réalisateur fantastique, mais il était aussi le contraire, disons, d'un cinéaste intellectuel. Après ma victoire, après cette consécration [avec Théorème], j'ai appelé Bava et lui ai dit : "Le voici, mon Oscar, mon prix, et maintenant je veux tourner quelque chose avec vous !". Et il a immédiatement compris ma blague, vous voyez ? Il savait qu'il n'était pas un intellectuel, mais il avait le même point de vue ironique, comme moi, sur les intellectuels. C'était donc le début de notre amitié. »

— Laura Betti
S'appuyant sur des propos de Laura Betti, Tim Lucas, le biographe américain de Bava, affirme que le cinéaste, voulant travailler immédiatement avec l'actrice, a écrit, spécialement pour elle, l'intrigue secondaire impliquant l'épouse du personnage principal. Selon Lucas,  le personnage de Mildred Harrington était beaucoup moins important dans le scénario initial de Moncada. C'est une erreur, comme l'a montré l'historien du cinéma italien Roberto Curti en s'appuyant sur un scénario conservé à Rome dans la bibliothèque du Centro Sperimentale di Cinematografia. Ce scénario a été manifestement rédigé avant le choix de Laura Betti car l'apparence physique du personnage telle qu'elle y est décrite ne correspond pas du tout à celle de l'actrice. Or « les infortunes conjugales du personnage et les apparitions/disparitions ultérieures du fantôme de son épouse [...] figurent toutes dans le scénario de Rome et ne peuvent donc pas être considérées comme le résultat de réécritures de dernière minute ». 
Ayant reçu la promesse qu'elle serait le premier rôle féminin et ayant satisfait à l'exigence des producteurs de perdre 10 kg avant le tournage, Dagmar Lassander fut furieuse lorsqu'elle comprit, au tournage, que son personnage était mis de côté au profit de celui de Betti. Ceci, ajouté au fait qu'elle était la compagne de Caño à l'époque et à une barrière linguistique due au fait qu'elle ne parlait que l'allemand et un peu d'anglais, l'amena à avoir des relations antagonistes avec Bava et Betti sur le plateau ; elle poursuivit plus tard avec succès Caño pour avoir manqué à sa promesse de faire d'elle l'actrice principale du film. Au moins une scène, dans laquelle John présente Helen à l'inspecteur Russell, a été ajoutée uniquement pour apaiser Lassander en lui donnant plus de temps à l'écran.

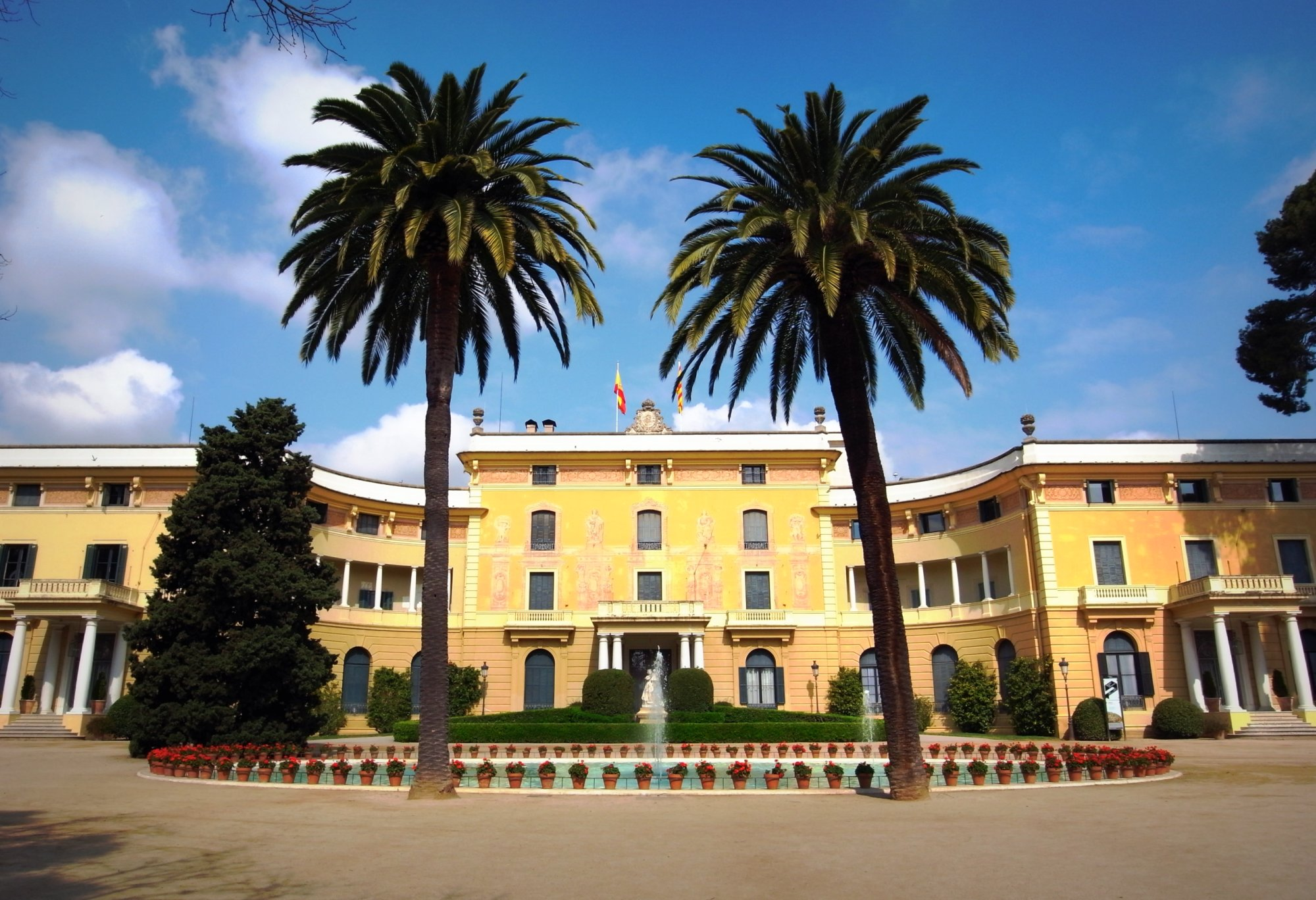
Le Palais royal de Pedralbes, ancienne résidence barcelonaise de Franco et lieu de tournage du film.

L'acteur principal Stephen Forsyth se souvient que Bava ne lui a pas donné de directives détaillées sur le plateau. Lorsqu'il a abordé Bava en privé, il a révélé que Bava « a souri et lui a dit : "Écoute, si tu faisais quelque chose de mal, si j'avais quelque chose à te dire, je te le dirais ».
Il s'agit de la troisième collaboration entre Mario Bava et l'acteur Luciano Pigozzi après Le Corps et le Fouet (1963) et Six Femmes pour l'assassin (1964), les deux hommes retravailleront une dernière fois ensemble sur Baron vampire en 1972.
De tous les films réalisés par Bava, Une hache pour la lune de miel est celui dans lequel le moins d'argent est consacré aux effets spéciaux, si bien que la quasi-totalité des effets visuels ont été réalisés à la caméra, généralement en ajustant rapidement la mise au point ou en filmant à travers des objectifs déformés.

### Tournage
Les prises de vue principales ont eu lieu du 9 septembre au 20 octobre 1968, principalement à Barcelone, sous le titre de travail Un'accetta per la luna di miele (litt. « Une hachette pour la lune de miel »). La villa de Francisco Franco du Palais royal de Pedralbes a servi de résidence aux Harrington. Les acteurs et le réalisateur ont tous deux décrit l'atmosphère de la villa comme oppressante, avec des gardes armés constamment présents pour s'assurer qu'ils ne tournent pas dans les étages ou n'endommagent pas le mobilier. Les scènes de la discothèque ont été filmées aux studios Balcázar, également à Barcelone, avant que l'équipe ne se rende à la Villa Frascatti à Rome pour tourner les scènes de la maison des Harrington que les restrictions de la villa de Franco ne leur permettaient pas de capturer. Il s'agit notamment des scènes de la salle de bain, de la chambre à coucher et de la pièce remplie de mannequins.
Caño décide de situer l'histoire à Paris, et une seconde équipe dirigée par Lamberto, le fils et assistant réalisateur de Bava, est envoyée sur place pour filmer quelques scènes extérieures. À ce moment-là, le budget du film est épuisé, et Forsyth travaille sans salaire depuis deux semaines. Il accompagne l'équipe à Paris, mais refuse de participer au tournage tant qu'il n'est pas payé. Il est remplacé par une doublure pour les extérieurs de Paris, qui sont tournés à distance pour cacher les différences physiques avec Forsyth ; pratiquement aucune des séquences de Paris n'est utilisée dans le film terminé.
Le budget étant épuisé, le tournage est interrompu et Bava accepte l'invitation de Dick Randall à réaliser la comédie érotique italienne Une nuit mouvementée. Alors que le film est presque terminé, il montre le scénario d'Une hache pour la lune de miel au producteur délégué d'Une nuit mouvementée, Alfredo Leone, dans l'espoir qu'il sauve le film, mais celui-ci n'est pas impressionné par le script. Cependant, dans l'intervalle, Caño a obtenu les fonds nécessaires pour achever le film. Le tournage d'Une hache pour la lune de miel s'est achevé le 20 octobre 1968,.
Le film n'est pas avare d'autocitations. La maison de haute couture rappelle Six Femmes pour l'assassin (1964). Pareillement, lors d'une scène entre Harrington et l'inspecteur Russell, on peut voir un extrait des Trois Visages de la peur, et plus précisément le segment Wurdalak mettant en scène Boris Karloff, qu'avait réalisé Mario Bava quelques années plus tôt.

## Accueil critique
Damien Le Ny dans Dvdclassik note que le film accentue la confusion entre réalité et fantasme :

« À l’instar de Luis Buñuel dans La Vie criminelle d'Archibald de la Cruz, on peut penser que le personnage principal rêve totalement le film. Notamment parce que le fantôme de sa femme, d’abord, est perçu seulement par les autres mais non par lui-même et que plus tard, il sera perçu seulement par lui mais plus par les autres. Aussi car Bava, par le cinéma, fait se rejoindre au sein d’un même plan, l’homme adulte et le jeune garçon, à la recherche de réponses l’un et l’autre. Les deux récits se rejoindront finalement pour parvenir à expliquer la complète névrose du personnage-psychopathe. »

— Damien Le Ny sur Dvdclassik
Morando Morandini, dans son dictionnaire du cinéma Il Morandini, considère cette œuvre de Mario Bava comme « l'un de ses films les plus ambitieux, contrôlés et imprévisibles ».
Le magazine cinématographique FilmTv fait une critique positive du film (« véritablement libre de jouer avec les inventions, les références et l'humour noir »).
Dans une critique rétrospective, Linda Rasmussen sur le site AllMovie a estimé qu'il ne s'agissait pas de « la meilleure œuvre de Mario Bava », mais « un film à voir absolument pour ceux qui aiment le genre et admirent les films d'épouvante stylisés ». Tim Lucas, auteur d'un ouvrage critique sur l'œuvre complète de Mario Bava qualifie Une hache pour la lune de miel du « film d'épouvante le plus personnel de Mario Bava » et déclare : « le temps a montré que ce film, d'abord incompris et considéré comme l'une des moindres 
de Bava, s'est révélé étonnamment prémonitoire, ouvrant la voie au film de Mary Harron American Psycho (2000) d'après Bret Easton Ellis en particulier ».